# 杜安坤
杜安坤（Bishop Louis Prosper Durand, O.F.M. 1885年11月13日—1972年8月7日），天主教烟台教区宗座代牧、主教（1938年6月14日－1950年1月20日），加拿大方济各会会士。
1885年11月13日，杜安坤出生在加拿大Coaticook。1907年（21岁）入方济各会。1912年7月25日，26岁晋升神甫。赴中國传教。1932年1月29日（46岁），由教廷任命为天主教威海卫自治区主教。1938年6月14日（52岁），任芝罘代牧区宗座代牧，领Sebela 主教衔 。同年8月28日，由教廷代表蔡宁总主教、北京满德贻主教、济南楊恩賚主教祝圣 。1946年4月11日，罗马教廷建立中国圣统制，杜安坤任天主教烟台教区主教。1950年1月20日（64岁）辞去烟台主教职务，保留 Girus主教名义。
1972年8月7日，杜安坤主教去世，年86岁。